# Tallherr József
Tallherr József, más írásmóddal Thalherr, illetve Tallher (Fulnek, 1730. január 1. – 1807. október 16.) morvaországi német származású magyar kamarai építész, az 1780-as évektől az Országos Építészeti Igazgatóság vezetője.

## Munkássága
Korának sokat foglalkoztatott építésze volt, aki kevés eredetiséggel, de biztos szakmai tudással tervezte meg épületeit. Sokadmagával pályázta meg az Országos Építészeti Igazgatóság vezetőjének posztját, amit egyes források szerint 1788-ban, mások szerint 1782-ben nyert el, majd haláláig be is töltött. A lemaradók közt volt a korszak legtehetségesebb építésze, Melchior Hefele is. Ez az állása biztos jövedelmet hozott ugyan, de a rengeteg adminisztratív tevékenység, a sablonos feladatok és főként a költségkímélő szemléletmód Tallher művészi tevékenysége ellen hatott.
Fontos szerepet játszott a klasszicizmus magyarországi elterjesztésében.

## Fontosabb művei
Budapesten:

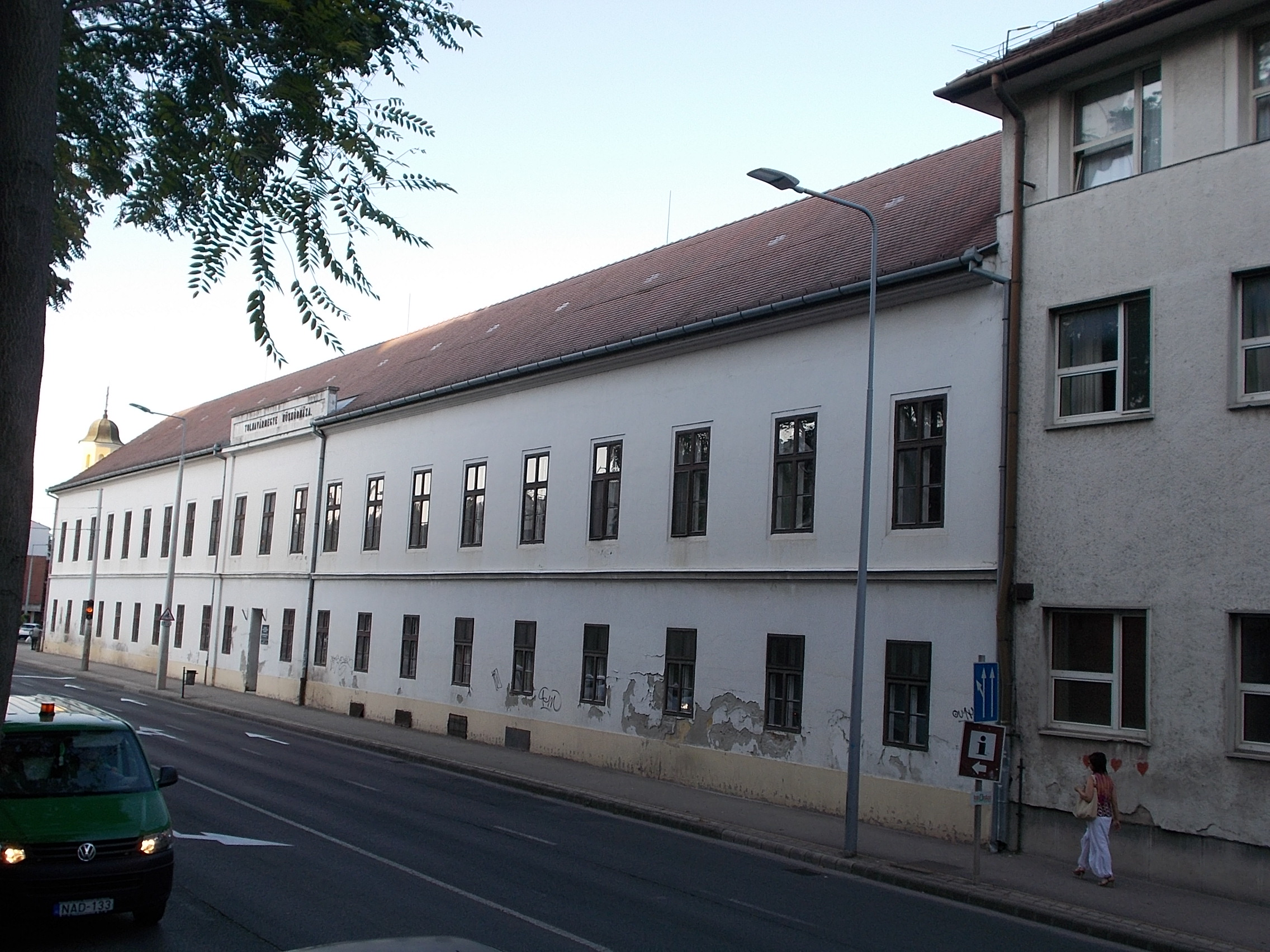
Az egykori II. Ferenc Vármegyei Közkórház, Szekszárd

- Szent József-plébániatemplom (VIII., Horváth Mihály tér 7., épült 1797–1798),[3]
- A Városmajor parkosítása (terv: 1783),[4]
- A Domonkos-rend zárdája, később az Angolkisasszonyok zárdája, V., Váci utca 47. — az épület átépítése, 1787.[5]
- óbudai selyemgombolyító (deglomeratórium, 1785)[1]
- az Erzsébet-apácák nőkórházának átalakítása (1785–1787)[1]

Debrecenben ő javasolta, hogy a Nagytemplom építéséhez használják föl a leégett középkori gótikus templom alapfalait, és hagyják el a kupolát — iránymutatásait a templom építésénél (1807–1822) végig figyelembe vették.
Pozsonyban:
- Aspremont-palota (1770, ma is áll)[6]

Selmecbányán:
- evangélikus templom (1802–1806)[1]

Szegeden:
- fegyház (1785)[7]

Szekszárdon három épületet tervezett:
- selyemfonoda (épült 1785-ben), ma már nem áll
- vármegyei közkórház (épült 1802-ben), ma a Tolna Vármegyei Balassa János Kórház szülészeti osztálya
- belvárosi katolikus templom (épült 1802–1805-ben)

Zsámbékon:
- Általános Iskola, Magyar u. 2. (terv: 1788)[8]